# アンカラ条約 (1921年)

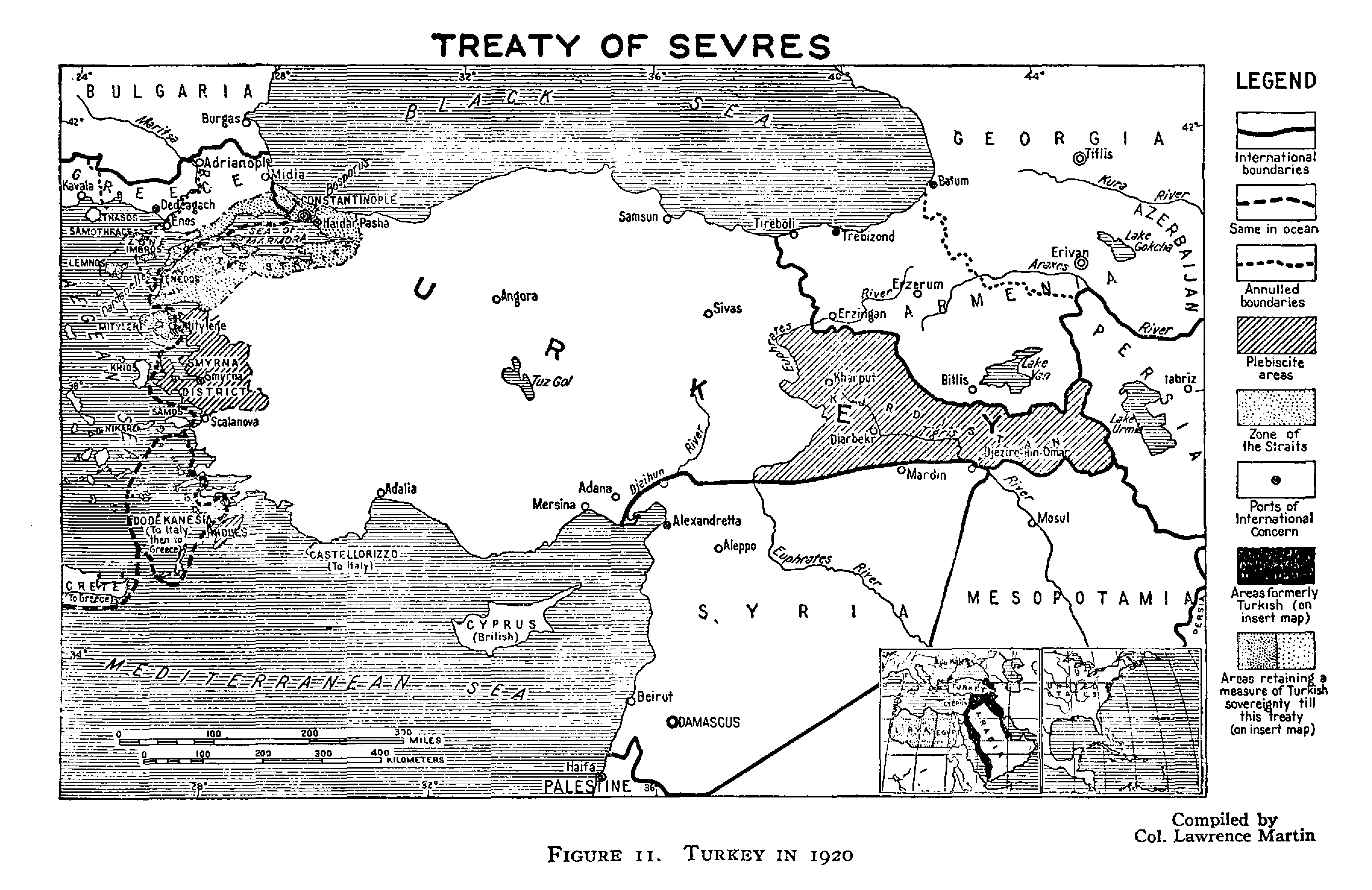
1920年のセーヴル条約で定められたトルコ＝シリア国境

1921年のアンカラ条約は、1921年10月20日にアンカラにおいて署名された、フランスとアンカラ政府との間の条約であり、この条約によりフランス・トルコ戦争が終結した。
フランスの外交官アンリ＝フランクリン・ブイヨンとトルコ外相ユスフ・ケマル・ベイが署名した。この条約に基づき、フランスは戦争の終結を認め、トルコに対しフランス領シリアの広い面積を割譲した。また、トルコからの経済的譲歩を受ける代わりに、トルコに駐留するフランス軍部隊は影響を受けないこととした。トルコ政府はフランス領シリアに対するフランスの主権を認めた。この条約は、1926年8月30日に国際連盟に登録された。
この条約により、1920年のセーヴル条約で定められたシリア＝トルコ国境は、トルコ側に有利に変更され、アレッポ州とアダナ州がシリアからトルコに割譲された。これにより、アダナ、オスマニエ、マラシュ、アインタブ、キリス、ウルファ、マルディン、ヌーサイビン、ジャジラット・イブン・ウマルの各都市がトルコ領となった。国境はパヤスの南の地中海から始まり、メイダン・エクビスで南東に曲がり、シリアのシャラン地区のマルソバとトルコのカルナバおよびキリスの間を通る。アルライからヌサイビンまではバグダード鉄道の線路に沿うが、国境は線路のシリア側に設定され、線路自体はトルコ側となった。ヌサイビンからジャジラット・イブン・ウマルの三国国境までは道路に沿い、道路自体はトルコ領だが、両国が使用することができた。
シリアのアレクサンドレッタ・サンジャクは、トルコ語の使用を公式に承認していることや、トルコ系住民が最大の民族集団となっていることから、行政上の特別な地位が与えられた。条約第9条では、シリア領内にあるスレイマン・シャー霊廟（オスマン帝国の始祖オスマン1世の祖父スレイマン・シャーの墓）は、その付属物とともにトルコの財産とし、トルコは陵墓を守護する者を任命し、トルコ国旗を掲げることができることとした。
この条約でトルコ領となった土地に対するフランスの主張の破棄は、その後のムダニヤ休戦協定によって正式に承認された。この条約で規定された国境は、1923年のローザンヌ条約で確定した。